# San Antonio River (Texas)
Der San Antonio River ist ein 384 km langer Fluss im US-Bundesstaat Texas.

## Flusslauf
Der San Antonio River entspringt im Brackenridge Park in der Stadt San Antonio. Nach der Quelle verläuft er, von Mauern eingefasst, durch den Stadtkern entlang des bekannten River Walk; hier verkehren flache Touristenboote. Von San Antonio aus fließt er in südöstlicher Richtung zum Golf von Mexiko und mündet dort zusammen mit dem Guadalupe River in die San Antonio Bay. Der San Antonio River ist wegen seiner geringen Tiefe nur im Mündungsgebiet für kleinere Motorboote schiffbar. Das Einzugsgebiet umfasst 10.700 km².

## Nebenflüsse
Der San Antonio River hat zwei größere (Medina River und Cibolo Creek) und mehrere kleinere Nebenflüsse, die – wie sein eigentlicher Quellfluss, der Salado Creek – zeitweise trockenfallen. Er wird nicht aufgestaut, dient aber gebietsweise zur Bewässerung landwirtschaftlicher Flächen bzw. als Tränke für Viehherden.

## Geschichte

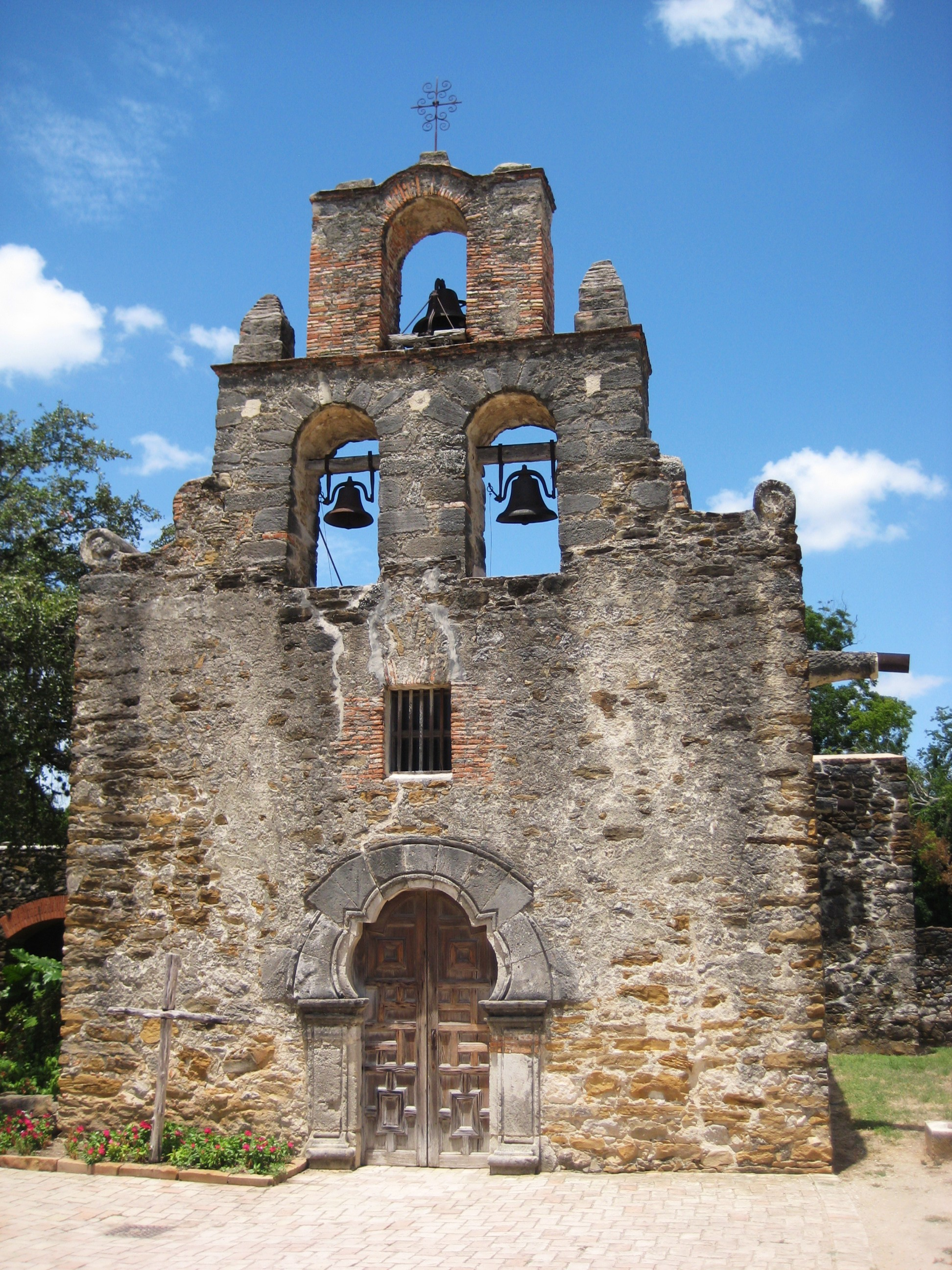
Kirche von La Espada

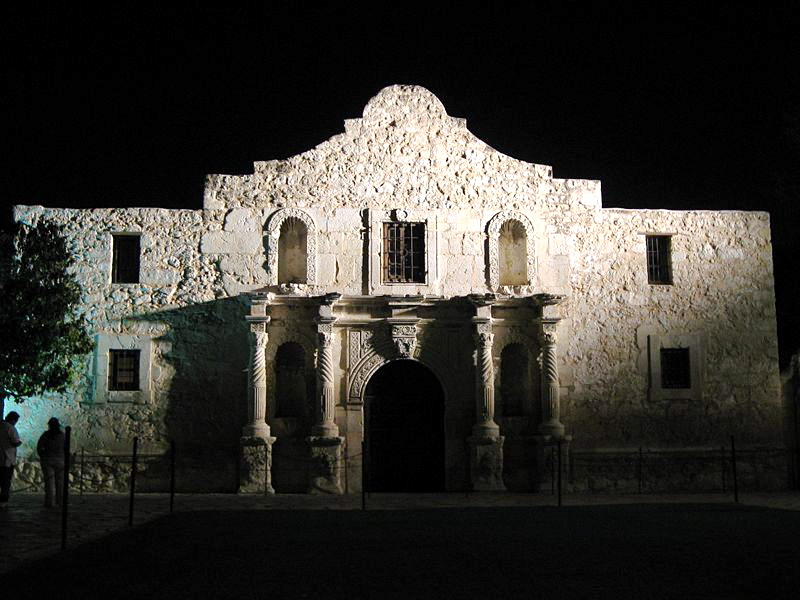
Kirche von The Alamo

Als erster Europäer durchquerte Álvar Núñez Cabeza de Vaca den Fluss im Jahre 1535. Die Gründung der Stadt San Antonio erfolgte im Jahr 1718. Danach entstanden fünf spanische Missionen entlang seinen Ufern, die im heutigen San Antonio Missions National Historical Park zusammengefasst sind; die bekannteste von ihnen ist The Alamo.

## Sehenswürdigkeiten
Die spanischen Missionskirchen von San Antonio gehören zu den bedeutendsten historischen Sehenswürdigkeiten von Texas. Der San Antonio River Walk ist eine beliebte Ausflugs- und Restaurantmeile; hier befindet sich auch das San Antonio Museum of Art (SAMA).